# Borsa di Roma

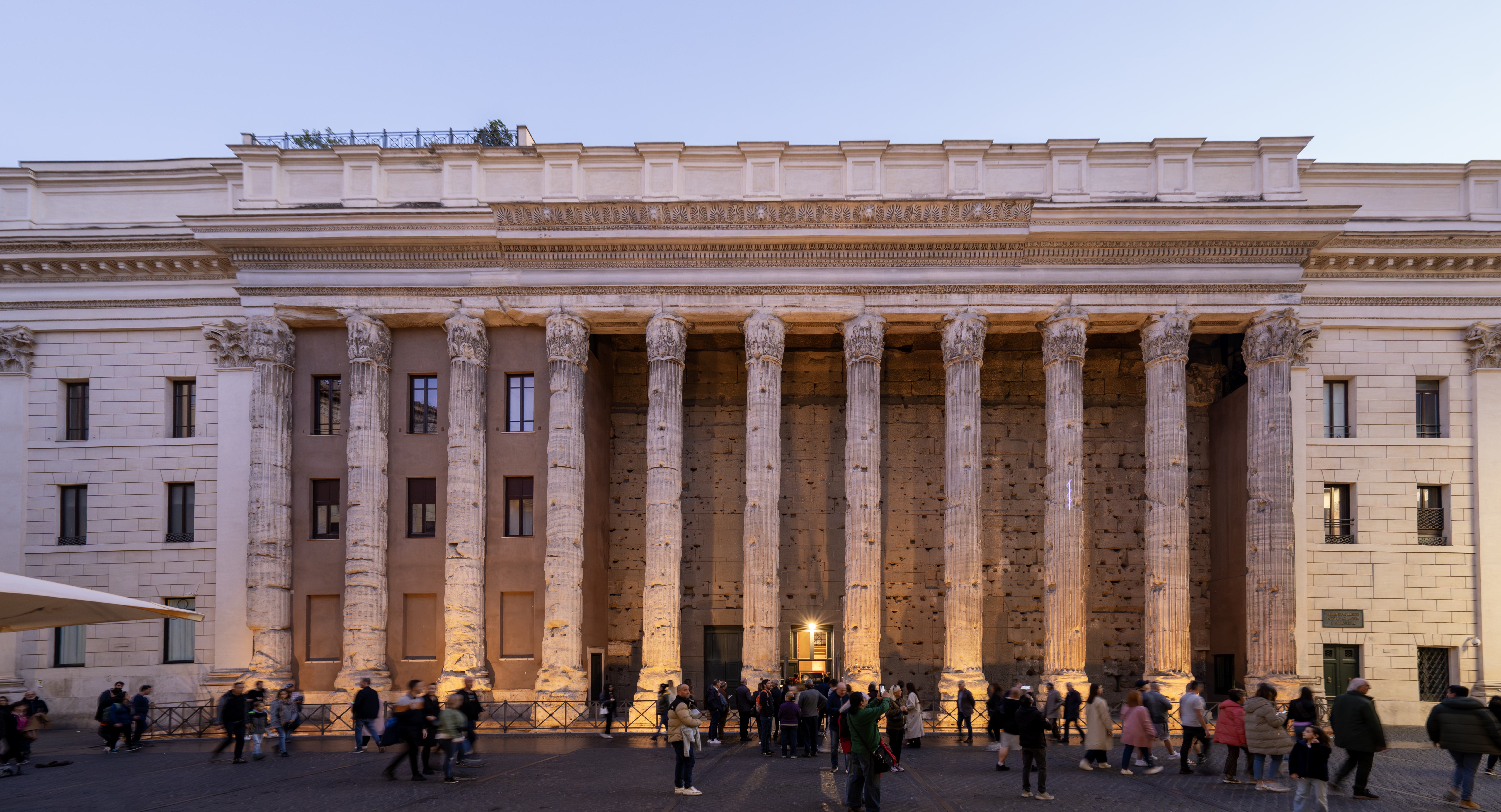
Il Tempio di Adriano, sede storica della Borsa di Roma, attualmente sede della camera di commercio di Roma.

La Borsa valori di Roma è stata una delle dieci borse valori italiane attive fino al 1997, quando vennero unificate nella Borsa Italiana. Istituita a Roma il 24 dicembre 1802 dallo Stato Pontificio ed è quindi la terza Borsa italiana in ordine cronologico, dopo quella di Venezia (fondata nel 1630) e quella di Trieste (nel 1775).

## Storia
Ufficialmente, la Borsa valori di Roma fu fondata il 24 dicembre del 1802 .
Già all'inizio dell'Ottocento i  "sensali di cambi" iniziarono a tenere a Roma riunioni semi-ufficiali.
La prima sede fu l'Archiginnasio della Sapienza. Successivamente, nel 1812, in periodo napoleonico, venne costituita la Camera di Commercio di Roma, fra i cui compiti c'era anche quello di organizzare la borsa locale. Le contrattazioni erano modeste e gli operatori del mercato erano per lo più banchieri, in numero estremamente esiguo al punto che a dieci anni dalla inaugurazione, risultavano iscritte solamente diciannove persone.
Con il ritorno dello Stato Pontificio la Camera di commercio di Roma fu soppressa e le riunioni dei sensali di cambi continuarono in modo informale.
In questa fase gli scambi vennero trasferiti a Palazzo Valentini.
Nel 1832 la ricostituita Camera di commercio di Roma redasse un piano di sviluppo che annunciava l'istituzione di una commissione vigilante sulle operazioni di Borsa e di Cambio. Nel settembre 1836 la medesima Camera di Commercio costituì un nuovo regolamento per la Borsa in cui si introduceva la figura del "deputato di borsa", una personalità che aveva il compito di presiedere e vigilare sul regolare svolgimento delle sedute. Dal 1831 la Camera di Commercio e la Borsa vennero ospitate nell'attuale sede, all'interno del Tempio di Adriano.
Dopo il 1870, con l'integrazione della città di Roma nel Regno unitario, anche la Borsa iniziò un processo di adeguamento e avvicinamento ai regolamenti di commercio e codici sulla mediazione già recepiti in tutte le altre piazze di scambio presenti nella penisola. Nel 1925 gli agenti di cambio della borsa erano trentanove, numero che aumentò fino al massimo di settanta operatori del 1969.
La piazza romana si specializzò, nel corso del XX secolo, nella contrattazione dei titoli di debito pubblico e di azioni di società quotate nella Borsa stessa, soprattutto immobiliari. 
Nel dopoguerra la Borsa di Roma si collocò stabilmente quale seconda piazza finanziaria italiana per importanza dopo la Borsa di Milano.
Un'indagine commissionata nel 1976 dal Senato della Repubblica evidenziò che nella piazza romana venivano contrattate il 12% delle azioni e il 17,2% dei titoli di stato di tutto il Paese.
Nel 1991 venne approvata la riforma della Borsa che tra le varie innovazioni portò agli scambi telematici e alla definitiva abolizione del mercato gridato nel 1994 e all'accorpamento, nel 1997, di tutte le piazze finanziarie italiane in una sola società privata: Borsa Italiana con sede a Milano.